# Liste der Lieder von Queen
Diese Liste umfasst sämtliche von Queen veröffentlichten Lieder.
- Im Studio aufgenommene Lieder

1. 1971–1997
2. Seit 2003 (May/Taylor)

- Ausschließlich live gespielte Lieder

1. 1971–1986 (Original-Line-up)
2. 1992 (Deacon/May/Taylor)
3. 1999–2015 (May/Taylor)

## Im Studio aufgenommene Lieder

### 1971–1997
Alle Angaben in folgendem Format:

„Titel“ – Komponist, Erstveröffentlichungsjahr (Erstveröffentlichungsformat)
Ab dem Album The Miracle (1989) wurden für (fast) alle neuen Stücke Queen kollektiv als Komponist angegeben, auch wenn einzelne Bandmitglieder verantwortlich waren. Sofern diese Informationen vorliegen, ist im Folgenden bei solchen Stücken in Klammern angemerkt, wer der tatsächliche Komponist war.

### 0–9
- „’39“ – May, 1975 (A Night at the Opera)

### A
- „A Dozen Red Roses for My Darling“ – Roger Taylor, 1986 (Single A Kind of Magic)
- „A Human Body“ – Taylor, 1980 (Single Play the Game)
- „A Kind Of Magic“ – Taylor, 1986 (A Kind of Magic)
- „A Winter’s Tale“ – Queen (Mercury), 1995 (Made in Heaven)
- „Action This Day“ – Taylor, 1982 (Hot Space)
- „All Dead, All Dead“ – Brian May, 1977 (News of the World)
- „All God’s People“ – Queen/Mike Moran (Mercury/Moran), 1991 (Innuendo)
- „Another One Bites the Dust“ – John Deacon, 1980 (The Game)
- „Arboria (Planet of the Tree Men)“ – Deacon, 1980 (Flash Gordon)

### B
- „Back Chat“ – Deacon, 1982 (Hot Space)
- „Battle Theme“ – May, 1980 (Flash Gordon)
- „Bicycle Race“ – Freddie Mercury, 1978 (Jazz)
- „Bijou“ – Queen (Mercury/May), 1991 (Innuendo)
- „Blurred Vision“ → „One Vision“, 1985
- „Body Language“ – Mercury, 1982 (Hot Space)
- „Bohemian Rhapsody“ – Mercury, 1975 (A Night at the Opera)
- „Breakthru“ – Queen (Mercury/Taylor), 1989 (The Miracle)
- „Brighton Rock“ – May, 1974 (Sheer Heart Attack)
- „Bring Back That Leroy Brown“ – Mercury, 1974 (Sheer Heart Attack)

### C
- „Calling All Girls“ – Taylor, 1982 (Hot Space)
- „Chinese Torture“ – Queen, 1989 (The Miracle)
- „Coming Soon“ – Taylor, 1980 (The Game)
- „Cool Cat“ – Deacon/Mercury, 1982 (Hot Space)
- „Crash Dive on Mingo City“ – May, 1980 (Flash Gordon)
- „Crazy Little Thing Called Love“ – Mercury, 1979 (The Game, 1980)

### D
- „Dancer“ – May, 1982 (Hot Space)
- „Dead on Time“ – May, 1978 (Jazz)
- „Dear Friends“ – May, 1974 (Sheer Heart Attack)
- „Death on Two Legs“ – Mercury, 1975 (A Night at the Opera)
- „Delilah“ – Queen (Mercury), 1991 (Innuendo)
- „Dog With a Bone“ – 1988 (aufgenommen für das jährliche Treffen des ‚Official International Queen Fan Club‘)
- „Doing All Right“ – May/Tim Staffell, 1973 (Queen)
- „Don’t Lose Your Head“ – Taylor, 1986 (A Kind of Magic)
- „Don’t Stop Me Now“ – Mercury, 1978 (Jazz)
- „Don’t Try So Hard“ – Queen (Mercury), 1991 (Innuendo)
- „Don’t Try Suicide“ – Mercury, 1980 (The Game)
- „Dragon Attack“ – May, 1980 (The Game)
- „Dreamer’s Ball“ – May, 1978 (Jazz)
- „Drowse“ – Taylor, 1976 (A Day at the Races)

### E
- „Escape from the Swamp“ – Taylor, 1980 (Flash Gordon)
- „Execution of Flash“ – Deacon, 1980 (Flash Gordon)

### F
- „Face It Alone“, 2022 (Single)
- „Fat Bottomed Girls“ – May, 1978 (Jazz)
- „Father to Son“ – May, 1974 (Queen II)
- „Fight from the Inside“ – Taylor, 1977 (News of the World)
- „Flash“ (aka „Flash’s Theme“) – May, 1980 (Flash Gordon)
- „Flash to the Rescue“ – May, 1980 (Flash Gordon)
- „Flash’s Theme Reprise (Victory Celebrations)“ – May, 1980 (Flash Gordon)
- „Flick of the Wrist“ – Mercury, 1974 (Sheer Heart Attack)
- „Football Fight“ – Mercury, 1980 (Flash Gordon)
- „Forever“ – May, 1986 (A Kind of Magic)
- „Friends Will Be Friends“ – Mercury/Deacon, 1986 (A Kind of Magic)
- „Fun It“ – Taylor, 1978 (Jazz)
- „Funny How Love Is“ – Mercury, 1974 (Queen II)

### G
- „Get Down, Make Love“ – Mercury, 1977 (News of the World)
- „Gimme the Prize (Kurgan’s Theme)“ – May, 1986 (A Kind of Magic)
- „God Save the Queen“ – Arr.: May, 1975 (A Night at the Opera)
- „Good Company“ – May, 1975 (A Night at the Opera)
- „Good Old-Fashioned Lover Boy“ – Mercury, 1976 (A Day at the Races)
- „Great King Rat“ – Mercury, 1973 (Queen)

### H
- „Hammer to Fall“ – May, 1984 (The Works)
- „Hang on in There“ – Queen, 1989 (The Miracle)
- „Headlong“ – Queen (May), 1991 (Innuendo)
- „Heaven for Everyone“ – Taylor, 1995 (Made in Heaven)
- „Hijack My Heart“ – Queen (Taylor), 1989 (Single The Invisible Man)

### I
- „I Can’t Live With You“ – Queen (May), 1991 (Innuendo)
- „I Go Crazy“ – May, 1984 (Single Radio Ga Ga)
- „I Want It All“ – Queen (May), 1989 (The Miracle)
- „I Want to Break Free“ – Deacon, 1984 (The Works)
- „I Was Born to Love You“ – Mercury, 1995 (Made in Heaven)
- „I’m Going Slightly Mad“ – Queen (Mercury), 1991 (Innuendo)
- „I’m in Love with My Car“ – Taylor, 1975 (A Night at the Opera)
- „If You Can’t Beat Them“ – Deacon, 1978 (Jazz)
- „In Only Seven Days“ – Deacon, 1978 (Jazz)
- „In the Death Cell (Love Theme Reprise)“ – Taylor, 1980 (Flash Gordon)
- „In the Lap of the Gods“ – Mercury, 1974 (Sheer Heart Attack)
- „In the Lap of the Gods...Revisited“ – Mercury, 1974 (Sheer Heart Attack)
- „In the Space Capsule (The Love Theme)“ – Taylor, 1980 (Flash Gordon)
- „Innuendo“ – Queen, 1991 (Innuendo)
- „Is This the World We Created...?“ – Mercury/May, 1984 (The Works)
- „It’s a Beautiful Day“ (drei verschiedene Versionen) – Queen (Mercury [Text, ca. 1980], Deacon [Musik, frühe 1990er]), 1995 (Made in Heaven)
- „It’s a Hard Life“ – Mercury, 1984 (The Works)
- „It’s Late“ – May, 1977 (News of the World)

### J
- „Jealousy“ – Mercury, 1978 (Jazz)
- „Jesus“ – Mercury, 1973 (Queen)

### K
- „Keep Passing the Open Windows“ – Mercury, 1984 (The Works)
- „Keep Yourself Alive“ – May, 1973 (Queen)
- „Khashoggi’s Ship“ – Queen, 1989 (The Miracle)
- „Killer Queen“ – Mercury, 1974 (Sheer Heart Attack)

### L
- „Las Palabras de Amor (The Words of Love)“ – May, 1982 (Hot Space)
- „Lazing on a Sunday Afternoon“ – Mercury, 1975 (A Night at the Opera)
- „Leaving Home Ain’t Easy“ – May, 1978 (Jazz)
- „Let Me Entertain You“ – Mercury, 1978 (Jazz)
- „Let Me in Your Heart Again“ – May, 2014 (Forever)
- „Let Me Live“ – Queen, 1995 (Made in Heaven)
- „Liar“ – Mercury, 1973 (Queen)
- „Life Is Real“ – Mercury, 1982 (Hot Space)
- „Lily of the Valley“ – Mercury, 1974 (Sheer Heart Attack)
- „Long Away“ – May, 1976 (A Day at the Races)
- „Lost Opportunity“ – Queen (May), 1991 (Single I’m Going Slightly Mad)
- „Love Kills (The Ballad)“ – Mercury/Giorgio Moroder, 2014 (Forever)
- „Love of My Life“ – Mercury, 1975 (A Night at the Opera)

### M
- „Machines (or ‘Back to Humans’)“ – May/Taylor, 1984 (The Works)
- „Mad the Swine“ – Mercury, 1991 (aufgenommen circa 1972) (Single Headlong)
- „Made in Heaven“ – Mercury, 1995 (Made in Heaven)
- „Man on the Prowl“ – Mercury, 1984 (The Works)
- „Marriage of Dale and Ming (And Flash Approaching)“ – May/Taylor, 1980 (Flash Gordon)
- „Ming’s Theme (In the Court of Ming the Merciless)“ – Mercury, 1980 (Flash Gordon)
- „Misfire“ – Deacon, 1974 (Sheer Heart Attack)
- „Modern Times Rock ’n’ Roll“ – Taylor, 1973 (Queen)
- „More of That Jazz“ – Taylor, 1978 (Jazz)
- „Mother Love“ – May/Mercury, 1995 (Made in Heaven)
- „Mustapha“ – Mercury, 1978 (Jazz)
- „My Baby Does Me“ – Queen, 1989 (The Miracle)
- „My Fairy King“ – Mercury, 1973 (Queen)
- „My Life Has Been Saved“ – Queen (Deacon), 1989 (Single Scandal, siehe auch Made in Heaven, 1995)
- „My Melancholy Blues“ – Mercury, 1977 (News of the World)

### N
- „Need Your Loving Tonight“ – Deacon, 1980 (The Game)
- „New York, New York“ (Ausschnitt) – John Kander/Fred Ebb, 1986 (Film Highlander); ursprünglich aufgenommen von Liza Minnelli (1977), zwei Jahre später aufgenommen von Frank Sinatra
- „Nevermore“ – Mercury, 1974 (Queen II)
- „No-One But You (Only the Good Die Young)“ – May, 1997 (Queen Rocks)
- „Now I’m Here“ – May, 1974 (Sheer Heart Attack)

### O
- „Ogre Battle“ – Mercury, 1974 (Queen II)
- „One Vision“ – Queen, 1985 (A Kind of Magic, 1986)
- „One Year of Love“ – Deacon, 1986 (A Kind of Magic)

### P
- „Pain Is So Close to Pleasure“ – Mercury/Deacon, 1986 (A Kind of Magic)
- „Party“ – Queen (Mercury/May/Deacon), 1989 (The Miracle)
- „Play the Game“ – Mercury, 1980 (The Game)
- „Princes of the Universe“ – Mercury, 1986 (A Kind of Magic)
- „Procession“ – May, 1974 (Queen II)
- „Put Out the Fire“ – May, 1982 (Hot Space)

### R
- „Radio Ga Ga“ – Taylor, 1984 (The Works)
- „Rain Must Fall“ – Queen (Deacon/Mercury), 1989 (The Miracle)
- „Ride the Wild Wind“ – Queen (Taylor), 1991 (Innuendo)
- „Rock It (Prime Jive)“ – Taylor, 1980 (The Game)

### S
- „Sail Away Sweet Sister“ – May, 1980 (The Game)
- „Save Me“ – May, 1980 (The Game)
- „Scandal“ – Queen (May), 1989 (The Miracle)
- „Seaside Rendezvous“ – Mercury, 1975 (A Night at the Opera)
- „See What a Fool I’ve Been“ – May, 1974 (Single Seven Seas of Rhye)
- „Seven Seas of Rhye...“ (instrumental) – Mercury, 1973 (Queen)
- „Seven Seas of Rhye“ – Mercury, 1974 (Queen II)
- „She Makes Me (Stormtrooper in Stilettoes)“ – May, 1974 (Sheer Heart Attack)
- „Sheer Heart Attack“ – Taylor, 1977 (News of the World)
- „Sleeping on the Sidewalk“ – May, 1977 (News of the World)
- „Some Day One Day“ – May, 1974 (Queen II)
- „Somebody to Love“ – Mercury, 1976 (A Day at the Races)
- „Son and Daughter“ – May, 1973 (Queen)
- „Soul Brother“ – Queen, 1981 (Single Under Pressure)
- „Spread Your Wings“ – Deacon, 1977 (News of the World)
- „Staying Power“ – Mercury, 1982 (Hot Space)
- „Stealin’“ – Queen, 1989 (Single Breakthru)
- „Stone Cold Crazy“ – Queen, 1974 (Sheer Heart Attack)
- „Sweet Lady“ – May, 1975 (A Night at the Opera)

### T
- „Tear It Up“ – May, 1984 (The Works)
- „Tenement Funster“ – Taylor, 1974 (Sheer Heart Attack)
- „Teo Torriatte (Let Us Cling Together)“ – May, 1976 (A Day at the Races)
- „Thank God It’s Christmas“ – Taylor/May, 1984 (Single; siehe auch Greatest Hits III, 1999)
- „The Fairy Feller’s Master-Stroke“ – Mercury, 1974 (Queen II)
- „The Hero“ – May, 1980 (Flash Gordon)
- „The Hitman“ – Queen (May/Mercury), 1991 (Innuendo)
- „The Invisible Man“ – Queen (Taylor), 1989 (The Miracle)
- „The Kiss (Aura Resurrects Flash)“ – Mercury, 1980 (Flash Gordon)
- „The Loser in the End“ – Taylor, 1974 (Queen II)
- „The March of the Black Queen“ – Mercury, 1974 (Queen II)
- „The Millionaire Waltz“ – Mercury, 1976 (A Day at the Races)
- „The Miracle“ – Queen (Mercury), 1989 (The Miracle)
- „The Night Comes Down“ – May, 1973 (Queen)
- „The Prophet’s Song“ – May, 1975 (A Night at the Opera)
- „The Ring (Hypnotic Seduction of Dale)“ – Mercury, 1980 (Flash Gordon)
- „The Show Must Go On“ – Queen, 1991 (Innuendo)
- „The Wedding March“ – Arr.: May; Komposition: Richard Wagner (Treulich geführt aus der Oper Lohengrin), 1980 (Flash Gordon)
- „There Must Be More to Life Than This (William Orbit Mix)“ – Mercury, 2014 (Forever), mit Michael Jackson
- „These Are the Days of Our Lives“ – Queen (Taylor), 1991 (Innuendo)
- „Tie Your Mother Down“ – May, 1976 (A Day at the Races)
- „Too Much Love Will Kill You“ – May/Frank Musker/Elizabeth Lamers, 1995 (Made in Heaven)

### U
- „Under Pressure“ – Queen/David Bowie, 1981 (Hot Space, 1982)
- „Untitled Hidden Track“ (aka „Track 13“) – Queen, 1995 (Made in Heaven)

### V
- „Vultan’s Theme (Attack of the Hawk Men)“ – Mercury, 1980 (Flash Gordon)

### W
- „Was It All Worth It“ – Queen (Mercury), 1989 (The Miracle)
- „We Are the Champions“ – Mercury, 1977 (News of the World)
- „We Will Rock You“ – May, 1977 (News of the World)
- „White Man“ – May, 1976 (A Day at the Races)
- „White Queen (As It Began)“ – May, 1974 (Queen II)
- „Who Needs You“ – Deacon, 1977 (News of the World)
- „Who Wants to Live Forever“ – May, 1986 (A Kind of Magic)

### Y
- „You and I“ – Deacon, 1976 (A Day at the Races)
- „You Don’t Fool Me“ – Queen (Mercury/Taylor), 1995 (Made in Heaven)
- „You Take My Breath Away“ – Mercury, 1976 (A Day at the Races)
- „You’re My Best Friend“ – Deacon, 1975 (A Night at the Opera)

### Seit 2003 (May/Taylor)
- „C-lebrity“ – Queen + Paul Rodgers (Taylor), 2008 (The Cosmos Rocks)
- „Call Me“ – Queen + Paul Rodgers, 2008 (The Cosmos Rocks)
- „Cosmos Rockin’“ – Queen + Paul Rodgers, 2008 (The Cosmos Rocks)
- „Face It Alone“ – Queen, 2022
- „Invincible Hope“ – Internet-Download, interpretiert von May/Taylor u. a.
- „Runaway“ – Cover-Version des 1961 von Del Shannon veröffentlichten Songs; Internet-Download (iTunes), 2008 (Online-Bonus-Track von The Cosmos Rocks)
- „Say It’s Not True“ – Taylor bzw. Queen + Paul Rodgers, 2007 (Internet-Download bzw. Single), 2008 (The Cosmos Rocks)
- „Small“ (inkl. „Small Reprise“) – Queen + Paul Rodgers, 2008 (The Cosmos Rocks)
- „Some Things That Glitter“ – Queen + Paul Rodgers, 2008 (The Cosmos Rocks)
- „Still Burnin’“ – Queen + Paul Rodgers, 2008 (The Cosmos Rocks)
- „Surf’s Up … School’s Out!“ – Queen + Paul Rodgers, 2008 (The Cosmos Rocks)
- „Through the Night“ – Queen + Paul Rodgers, 2008 (The Cosmos Rocks)
- „Time to Shine“ – Queen + Paul Rodgers (Rodgers), 2008 (The Cosmos Rocks)
- „Voodoo“ – Queen + Paul Rodgers, 2008 (The Cosmos Rocks)
- „Warboys“ – Queen + Paul Rodgers (Rodgers), 2008 (The Cosmos Rocks)
- „We Believe“ – Queen + Paul Rodgers, 2008 (The Cosmos Rocks)

## Ausschließlich live gespielte Lieder

### 1971–1986 (Original-Line-up)
- „Bama Lama Bama Loo“ – urspr. aufgenommen von Little Richard (1964).
- „Be-Bop-A-Lula“ – urspr. aufgenommen von Gene Vincent & The Blue Caps (1956).
- „Big Spender“ – aufgenommen von Shirley Bassey (1967); geschrieben von Cy Coleman und Dorothy Fields für das Musical Sweet Charity (1966).
- „Danny Boy“ – erstmals aufgenommen von Ernestine Schumann-Heink (1915).
- „Gimme Some Lovin’“ – urspr. aufgenommen von der Spencer Davis Group (1966); geschrieben von Steve Winwood, Muff Winwood und Spencer Davis.
- „Hangman“ – unveröffentlichter Song von Queen/Wreckage, live gespielt in den 70er Jahren.
- „Hello Mary Lou (Goodbye Heart)“ – urspr. aufgenommen von Ricky Nelson (1961); geschrieben von Gene Pitney.
- „I’m a Man“ – urspr. aufgenommen von der Spencer Davis Group (1967); geschrieben von Jimmy Miller und Steve Winwood.
- „Imagine“ – geschrieben und urspr. aufgenommen von John Lennon (1971).
- „Immigrant Song“ – urspr. aufgenommen von Led Zeppelin (1970); geschrieben von Jimmy Page und Robert Plant.
- „Jailhouse Rock“ – urspr. aufgenommen von Elvis Presley (1957); geschrieben von Jerry Leiber und Mike Stoller.
- „Lucille“ – urspr. aufgenommen von Little Richard; geschrieben von Albert Collins und Richard.
- „Mannish Boy“ – urspr. aufgenommen von Muddy Waters (1955); Waters’ „Mannish Boy“ ist eine Adaptation von Bo Diddleys Song „I’m a Man“.
- „Mull of Kintyre“ – urspr. aufgenommen von Wings (1977); geschrieben von Paul McCartney und Denny Laine.
- „Not Fade Away“ – urspr. aufgenommen von Buddy Holly; gecovert auch von The Rolling Stones (1964); geschrieben von Holly und Norman Petty.
- „Rock in Rio Blues“ – Song von Queen, live gespielt beim Rock-in-Rio-Festival 1985.
- „Saturday Night’s Alright For Fighting“ – urspr. aufgenommen von Elton John (1973); geschrieben von Bernie Taupin und John.
- „Shake, Rattle and Roll“ – erstmals aufgenommen von Big Joe Turner 1954; im selben Jahr gecovert von Bill Haley & His Comets; aufgenommen auch von Elvis Presley 1956; geschrieben von Jesse Stone.
- „Stille Nacht, heilige Nacht“ (instrumental) – erstmals aufgeführt 1818, geschrieben von Joseph Mohr und Franz Xaver Gruber. *
- „Stupid Cupid“ – urspr. aufgenommen von Connie Francis.
- „Tavaszi szél vizet áraszt“ – traditioneller ungarischer Song.
- „Tutti Frutti“ – urspr. aufgenommen von Little Richard (1955); geschrieben von Penniman (Little Richard) und Dorothy La Bostrie.
- „White Christmas“ – urspr. aufgenommen von Bing Crosby (1942); geschrieben von Irving Berlin. *
- „Whole Lotta Shakin’ Goin’ On“ – auch aufgenommen von Jerry Lee Lewis (1957).
- „(You’re So Square) Baby I Don’t Care“ – urspr. aufgenommen von Elvis Presley (1957) und Buddy Holly (1961); geschrieben von Jerry Leiber und Mike Stoller.

### 1992 (Deacon/May/Taylor)
Live beim Freddie Mercury Tribute Concert:
- „All the Young Dudes“ – urspr. aufgenommen von Mott the Hoople (1972); geschrieben von David Bowie. *
- „Heaven and Hell“ (Intro). *
- „›Heroes‹“ – urspr. aufgenommen von David Bowie (1977); geschrieben von Bowie und Brian Eno. *
- „Kashmir“ (Ausschnitt) – urspr. aufgenommen von Led Zeppelin (1975); geschrieben von Jimmy Page, Robert Plant und John Bonham. *
- „Pinball Wizard“ (Intro) – aufgenommen von The Who (1969); geschrieben von Pete Townshend. *
- „Thank You“ (Ausschnitt) – urspr. aufgenommen von Led Zeppelin (1969); geschrieben von Plant und Page. *

### 1999–2015 (May/Taylor)
- „All Right Now“ – urspr. aufgenommen von Free (1970); geschrieben von Andy Fraser und Paul Rodgers.
- „Amandla“ – Song von Queen, Dave Stewart und Anastacia.
- „An der schönen blauen Donau (Donauwalzer)“ (Teil in Mays Gitarrensolo) – geschrieben von Johann Strauss (Sohn) 1867.
- „Bad Company“ – urspr. aufgenommen von Bad Company (1974); geschrieben von Simon Kirke und Paul Rodgers.
- „Can’t Get Enough“ – urspr. aufgenommen von Bad Company (1974); geschrieben von Mick Ralphs.
- „Feel Like Makin’ Love“ – urspr. aufgenommen von Bad Company (1975); geschrieben von Paul Rodgers und Mick Ralphs.
- „Fire and Water“ – urspr. aufgenommen von Free (1970); geschrieben von Andy Fraser und Paul Rodgers.
- „46664 – The Call“ – unveröffentlichter Song von Queen.
- „Ghost Town“ – urspr. aufgenommen von Adam Lambert (2015).
- „Last Horizon“ – geschrieben und urspr. aufgenommen von Brian May (1992: Back to the Light)
- „Let There Be Drums“ – urspr. aufgenommen von Sandy Nelson (1961); geschrieben von Nelson und Richard Podolor.
- „Little Bit of Love“ – urspr. aufgenommen von Free (1972); geschrieben von Paul Rodgers, Andy Fraser, Paul Kossoff und Simon Kirke.
- „Molly Malone“ (Teil in Mays Gitarrensolo) – irischer Song. *
- „Reaching Out“ – urspr. aufgenommen von ‚Rock Therapy‘ featuring Brian May, Paul Rodgers und Charlie Watts, veröffentlicht als Single 1996 (zugunsten des Nordoff-Robbins Music Therapy Centre); geschrieben von Hill/Black.
- „Red House“ – geschrieben und urspr. aufgenommen von Jimi Hendrix. *
- „Rock ‘n’ Roll Fantasy“ – urspr. aufgenommen von Bad Company (1979); geschrieben von Rodgers.
- „Sakura“ (Teil in Mays Gitarrensolo) – traditioneller japanischer Folksong. *
- „Seagull“ – urspr. aufgenommen von Bad Company (1974); geschrieben von Mick Ralphs und Paul Rodgers.
- „Shooting Star“ – urspr. aufgenommen von Bad Company (1975); geschrieben von Paul Rodgers.
- „Singin’ in the Rain“ – kurz angestimmt beim verregneten Open-Air-Konzert in Köln am 6. Juli 2005; ursprünglich veröffentlicht 1929, bekannt durch das gleichnamige Musical (1952). *
- „Sunshine of Your Love“ (Ausschnitt) – urspr. aufgenommen von Cream (1967); geschrieben von Jack Bruce, Pete Brown und Eric Clapton. *
- „Take Love“ – unveröffentlichter Song von ‚Queen + Paul Rodgers‘, geschrieben von Rodgers.
- „Wishing Well“ – urspr. aufgenommen von Free (1972); geschrieben von Paul Rodgers, Simon Kirke, Tetsu Yamauchi, Paul Kossoff und John Bundrick.

(* nur ein einziges Mal live gespielt.)